# Путилово (Никольский район)
Путилово — деревня в Никольском районе Вологодской области.
Входит в состав Кемского сельского поселения (с 1 января 2006 года по 1 апреля 2013 года входила в Нижнекемское сельское поселение), с точки зрения административно-территориального деления — в Нижнекемский сельсовет.
Расстояние до районного центра Никольска по автодороге — 56 км, до центра муниципального образования посёлка Борок по прямой — 9 км. Ближайшие населённые пункты — Вострово, Княжево, Каино.
По переписи 2002 года население — 86 человек (36 мужчин, 50 женщин). Преобладающая национальность — русские (98 %).